# Giorgio Gregorini
Giorgio Gregorini é um maquiador estadunidense. Foi indicado ao Oscar de melhor maquiagem e penteados na edição de 2017 pelo filme Suicide Squad. Seu trabalho também recebeu destaque em Moulin Rouge! e Babel.